# Mauvaise Graine (roman)
Pour les articles homonymes, voir Mauvaise Graine.
Mauvaise Graine (titre original : Wild Seed) est un roman de science-fiction féministe de l'écrivaine américaine Octavia E. Butler publié en 1980 puis traduit en français et paru en 2025. Quatrième tome de la série Patternist par ordre de parution, il s'agit du premier livre dans la chronologie interne de la série. Les autres romans de la série sont, selon cet ordre chronologique : Le Motif (1977), Humains plus qu'humains (1984), La Survivante (1978) et Le Maître du réseau (1976).
Écrit après Liens de sang, c'est un récit mythologique de création mettant en scène le duel entre deux immortels, Anyanwu qui est une métamorphe et guérisseuse, et Doro un voleur de corps très puissant qui mène un programme eugénique pour s'assurer que ses besoins en corps surhumains seront remplis.
Mauvaise Graine revisite une variété de mythes tant de la Genèse que du mythe de Prométhée, de Faust, ou de la tradition des légendes vampiriques.
Il explore comme Liens de sang la thématique de l'esclavage et est écrit dans un style précurseur de l'afrofuturisme féministe de réécriture de l'histoire coloniale occidentale du point de vue d'une femme noire puissante (tout comme Liens de sang), Octavia E. Butler utilise aussi bien la forme du cyborg féministe que le recours à la transformation animale pour introduire un changement de paradigme dans la relation maître / esclave. C'est un roman pionnier dans sa représentation d'une héroïne noire puissante dans un roman de science-fiction.

## Résumé
Mauvaise Graine est l'histoire de deux êtres humains africains et immortels nommés Doro et Anyanwu. Doro est un esprit qui peut accaparer le corps des autres, tout en les tuant, tandis qu'Anyanwu est une femme dotée de pouvoirs de guérison qui peut se transformer en n'importe quel être vivant Lorsqu'il la rencontre, Doro sent les capacités d'Anyanwu et veut l'intégrer à l'un de ses villages de semences dans le Nouveau Monde, où il élève des surhumains par croisement génétique. Doro convainc Anyanwu de voyager avec lui en Amérique en lui promettant qu'il lui donnera des enfants qu'elle n'aura jamais à regarder mourir (elle est sensible à cet argument mais sa principale motivation en partant est de l'éloigner de ses enfants et des siens car elle comprend qu'il est dangereux). Bien que Doro envisage de l'imprégner lui-même, il souhaite également la partager avec son fils Isaac. Isaac a de très puissants pouvoirs télékinésiques et est l'un des croisements les plus réussies de Doro de son point de vue. En associant Anyanwu et Isaac, Doro espère obtenir des enfants avec des capacités très spéciales. Isaac quant à lui  est attiré par Anyanwu et fait comprendre à Doro qu'il souhaite la prendre pour compagne.
Doro découvre que lorsqu'Anyanwu se transforme en animal, il ne peut ni la sentir ni la tuer. Sentant menacé que sa capacité à changer de forme ne lui permettra pas de la contrôler complètement, il décide de la tuer une fois qu'il aura pu obtenir les enfants qu'il souhaite. Anyanwu est témoin de la cruauté de Doro et de son mépris pour son peuple, ce qui l'effraie. Quand ils arrivent au village des semences, Doro dit à Anyanwu qu'elle doit épouser Isaac et porter ses enfants et qu'il lui enverra aussi d'autres hommes pour obtenir les croisements génétiques qu'il souhaite. Anyanwu refuse catégoriquement l'idée d'un mariage incestueux avec son beau fils, et se sent trahie par Doro. Doro lui fait comprendre qu'il la tuera si elle refuse, et elle se résigne à mourir. Toutefois lors d'une dernière entrevue avec Isaac, il réussit à la convaincre de rester en vie car elle est la seule immortelle qui puisse un jour espérer atteindre le cœur de Doro pour infléchir sa violence et protéger les siens, et également à pouvoir faire prendre conscience à Doro qu'elle est la seule qui puisse l'accompagner au bout de l'éternité.
Cinquante ans plus tard, Doro retourne au village des semences. Sa relation avec Anyanwu s'est détériorée et l'une des seules choses qui l'empêchent de la tuer est son mariage réussi avec Isaac, qui tient beaucoup à elle. Il est rentré à la maison parce qu'il sent que la fille d'Anyanwu, Nweke, est pleinement en train d'acquérir ses pouvoirs et d'opérer sa transition vers sa forme adulte. Ce passage est dangereux pour elle comme pour son entourage durant le temps nécessaire à ce qu'elle apprenne à contrôler son pouvoir. Pendant sa transition, Nweke attaque violemment Anyanwu. Essayant de protéger Anyanwu, Isaac tue accidentellement Nweke et subit une crise cardiaque. Anyanwu se rend compte qu'elle est trop faible pour soigner Isaac et il meurt. Craignant que Doro ne la tue maintenant qu'Isaac n'est plus là pour la protéger, Anyanwu se transforme en animal et s'enfuit.
Pendant plus d'un siècle, Doro traque Anyanwu jusqu'à ce qu'il sente sa présence dans une plantation de Louisiane. À sa grande surprise, Anyanwu a créé sa propre colonie, qui à bien des égards a plus de succès que celle de Doro dans le croisement génétique pour obtenir des talents spéciaux. Elle protège son peuple jusqu'à l'arrivée de Doro, moment auquel il impose son programme d'élevage eugénique à sa communauté. Un homme qu'il amène pour s'accoupler avec l'une des filles d'Anyanwu ruine l'harmonie de la colonie, entraînant plusieurs morts. Anyanwu se lasse du contrôle de Doro, car son immortalité fait de lui la seule chose permanente dans sa vie. Elle décide de se suicider. Sa décision fait paniquer Doro, qui a pris conscience des effets néfastes de sa cruauté et de son manque de prise en compte des émotions de ses « cobayes ». En désespoir de cause, il accepte de faire des compromis tant qu'elle continue à vivre. À partir de ce moment, Doro ne tue plus aussi négligemment pour rester immortel et ne choisit pas ses victimes parmi les personnes qu'il devrait protéger. Il arrête également d'utiliser Anyanwu pour se reproduire; désormais elle l'aide dans sa quête pour essayer de trouver des semences plus prometteuses, mais cette fois ci en tant qu'une alliée et partenaire et non plus esclave.

## Personnages

### Anyanwu
Anyanwu est la protagoniste féminine noire de Mauvaise Graine. Elle est née dans un village Igbo en Afrique avec des mutations génétiques qui lui confèrent l'immortalité et la force physique et la capacité de se régénérer et de se guérir elle-même. Elle possède également une capacité surnaturelle à guérir les malades et les blessés grâce à la compréhension du corps humain qu'elle acquiert en se guérissant. Anyanwu est une métamorphe capable de modifier ses cellules pour créer une nouvelle identité telle qu'un corps, un sexe, un âge ou même une espèce différentes. Elle se sert des métamorphoses en cas de besoin pour assurer sa survie. Dans son peuple originel, est considérée comme une sorte d'être mythique vivant à la périphérie du village (y compris ses nombreux enfants) lorsque Doro la rencontre, attiré par ses pouvoirs. Elle n'a que quelques centaines d'années par rapport aux quelques milliers que Doro a au moment où ils se marient. Bien qu'elle ait la capacité de faire du mal, Anyanwu est une femme douée de facultés morales avec un sens aigu de l'humanité. La famille et la communauté, l'autonomie et l'amitié, l'amour et la liberté sont des valeurs fondamentales pour Anyanwu, valeurs qui sont toutes remises en cause par la volonté de Doro de la contrôler pour se servir d'elle comme génitrice dans son programme eugénique.

### Doro
Doro est l'antagoniste de l'histoire. Lui aussi est un mutant, né près de l'Égypte, à Koush sous le règne des Pharaons. À l'approche de la puberté, Doro traverse une crise au moment de sa transition et apprend en tuant accidentellement ses propres parents qu'il est un «voleur de corps», ce qui signifie que sa vie est prolongée en tuant la personne la plus proche de lui et en investissant son corps physique. Son immortalité est alimentée par sa cruauté et un désir irrépressible de pouvoir et de contrôle. Il devient obsédé par l'élevage de surhumains par sélection eugénique pour former une société psionique qui lui fournira les corps et les humains dont il a besoin, ainsi que des partenaires sexuels et des compagnons de vie. Les qualités de Doro sont quasi divines, incitant les membres de sa société à le craindre et à le vénérer. Il n'y a personne sur terre qui puisse satisfaire combler sa solitude et se mesurer à lui jusqu'à ce qu'il rencontre Anyanwu qui est immortelle comme lui.

### Isaac
Isaac est le fils préféré de Doro. Isaac est physiquement humain, mais possède des capacités télékinétiques inégalées (il peut soulever et manipuler des objets). Doro convoite son matériel génétique pour la société surhumaine qu'il construit. Il planifie avec succès d'accoupler son fils Isaac avec sa femme Anyanwu en tant que géniteurs d'une nouvelle lignée de surhumains. Isaac aime Anyanwu et la trouve attirante, mais pour elle considère le match comme incestueux car elle est à mariée à Doro, son père. Le couple qu'ils forment par la suite apprend à tisser un lien aimant et durable et élève leurs enfants ensemble. En tant que fils le plus fiable et le plus respecté de Doro, Isaac a développé une excellente relation avec lui et les habitants de Wheatley, l'un des villages de semences de Doro, et est considéré comme leur chef pendant que Doro était absent.

### Thomas
Thomas est un psionique maladif, alcoolique, en colère et déprimé qui vit en ermite dans la forêt. Doro ordonne à Anyanwu de se reproduire avec lui afin de lui donner une leçon sur l'obéissance, et de produire un enfant avec des capacités psioniques exceptionnelles.

### Nweke
Ruth Nweke est la fille d'Anyanwu et de Thomas, et est élevée dans la maison d'Anyanwu et d'Isaac. Nweke est une psionique puissante dont les pouvoirs sont si sensibles qu'ils représentent un danger. Elle révère par ailleurs Doro, et défie parfois sa mère. Sa transition vers l'âge adulte est intense et douloureuse, et le résultat catastrophique est un revers pour le programme d'eugénisme de Doro.

### Étienne
Stephen Ifeyinwa est le fils d'Anyanwu qui vit avec elle dans le sud dans une plantation en Louisianne. Elle l'adore ; il n'est pas le produit du programme d'élevage de Doro, et est profondément attaché à sa mère. Il meurt lors d'un affrontement avec Joseph Toler durant la transition de ce dernier.

### Personnages secondaires
- Okoye est le petit-fils d'Anyanwu qu'elle rencontre dans un port d'esclaves africain.
- Udenkwo est le parent éloigné d'Anyanwu. Elle épouse Okoye.
- Bernard Daly est le bras droit de Doro dans le commerce des esclaves.
- John Woodley est le fils ordinaire de Doro et le capitaine du navire négrier.
- Lale Sachs est le fils psionique « sauvage » de Doro qu'Anyanwu tue en état de légitime défense.
- Joseph Toler est un agent malveillant implanté par Doro dans la plantation d'Anyanwu en Louisiane pour la déstabiliser. Il finit par tuer Stephen le fils d'Anyawu quand il entre en transition.
- Helen Obiageli et Margaret Nneka sont les filles d'Anyanwu en Louisiane. Margaret n'a pas traversé sa transition, mais en tant que latente, elle épouse plus tard Joseph (également initialement considéré comme latent) et omet de prévenir Anyanwu que Joseph entre en transition par peur que celle-ci ne le dévoile à Doro. Quand Joseph tue Stephen, elle se suicide après que Doro ai pointé sa culpabilité.
- Iye est la compagne de Stephen Ifeyinwa et la mère de son enfant. Anyanwu ne l'aime pas beaucoup au départ, mais la sort de la rue avec ses enfants. Finalement, elle commence à s'occuper d'Iye alors qu'elle se révèle être une mère aimante et tendre pour l'enfant d'Ifeyinwa.
- Luisa est une femme âgée qui travaille pour la famille d'Anyanwu dans la plantation, Rita est cuisinière et Susan est ouvrière.

## Thèmes

### Luttes de pouvoir
Mauvaise Graine est un roman qui décortique la dynamique du pouvoir à travers le conflit entre ses protagonistes principaux, Doro et Anyanwu. Ce sont deux êtres immortels dotés de capacités surnaturelles, mais ayant des visions du monde très différentes. En tant qu'entité parasitaire, Doro est un éleveur, un maître d'esclaves, un tueur et un consommateur de vies tandis qu'en étant ancrée dans son corps, Anyanwu est une mère «terre nourricière», guérisseuse et protectrice de vie,.
La signification de leurs noms prédestine Anyanwu et Doro à être liés (Doro signifie «Est» et Anyanwu signifie «soleil»), mais ils s'engagent dans un affrontement qui dure plus d'un siècle. Certains critiques lisent leur lutte comme étant typique de celles qui ont lieu entre les perspectives «masculine» et «féminine» avec Doro comme le patriarche qui contrôle et domine son peuple et Anyanwu comme la matriarche qui nourrit et protège le sien. D'autres voient leur relation comme ressemblant à celle du maître et de l'esclave. La première opinion que Doro formule d'Anyanwu, par exemple, est qu'elle est une «semence sauvage» et précieuse, dont les gènes amélioreront ses expériences d'élevage et il décide donc de l'apprivoiser et de l'élever. Cette dynamique maître/esclave se complique quand Anyanwu refuse de se soumettre aux ordres de Doro et protège son peuple contre lui. Vers la fin du roman, Doro se rend compte qu'il ne peut pas plier la volonté d'Anyanwu et, admettant sa valeur, il cède une partie de son pouvoir absolu afin de se réconcilier avec elle, réalisant la symbiose qui peut les sortir tous deux de leur solitude,.

### Eugénisme
Mauvaise Graine est considéré comme un roman emblématique de l'intérêt d'Octavia E. Butler pour l'eugénisme comme moyen de faire avancer l'évolution humaine. L'écrivaine elle-même a qualifié le roman comme étant « plus de science-fiction que la plupart des gens ne le pensent » parce que les pouvoirs de métamorphose et de guérison d'Anyanwu font d'elle une experte en médecine.
Maria Aline Ferreira va plus loin, décrivant à la fois Doro et Anyanwu comme des « ingénieurs protogénétiques » que la compréhension profonde du fonctionnement du corps humain aide à se  transformer et à transformer les autres.
Pour Andrew Schapper, Mauvaise Graine est un point d'entrée à  « l'éthique de l'évolution contrôlée » qui imprègne les romans d'Octavia E. Butler, de façon encore plus évidente dans la trilogie Xenogenesis. En tant que premier roman sur le sujet de l'eugénisme, Mauvaise Graine trahit l'anxiété d'Octavia E. Butler selon laquelle la manipulation eugénique et l'élevage sélectif pourraient conduire à un abus de pouvoir contraire à l'éthique auquel elle s'oppose avec une « approche éthique judéo-chrétienne du caractère sacré de la vie humaine » représentée par le personnage d'Anyanwu.
Selon Gerry Canavan Mauvaise Graine défie les fantasmes conventionnels de race en faisant en sorte que le projet eugénique de Doro remplace celui de l'Europe. Dans cette « histoire alternative », l'Amérique désormais transformée subit les expériences secrètes de Doro et les conséquences brutales de leur succès. Le scénario est celui d'une histoire africaine, dans un recentrage africaniste des évènements qui agit comme une provocation fortement anti-colonialiste, même si les résultats sont majoritairement dystopiques. Pourtant, alors que le projet eugénique de Doro s'avère être une « noirceur surpuissante » qui nie les notions de suprématie blanche, l'exploitation de son peuple pour de simples expériences génétiques fait écho aux méthodes d'élevage des propriétaires d'esclaves du Nouveau Monde, reproduisant ainsi l'histoire réelle de l'esclavage racial pratiqué par l'Occident.

### Anyanwu en tant que protagoniste féminine noire forte
Comme l'explique Ruth Salvaggio, spécialiste d'Octavia E. Butler, Mauvaise Graine est publié à une époque où les protagonistes féminines noires puissantes étaient pratiquement inexistantes en dehors des romans de Butler. En créant le personnage puissant d'Anyanwu, la représentation de Butler a remplacé les stéréotypes des femmes dans le genre de la science-fiction. Lisbeth Gant-Britton décrit Anyanwu comme un excellent exemple du genre d'héroïnes qu'Octavia E. Butler dépeint : « Volontaires, physiquement puissantes et généralement dotées de capacités mentales ou émotionnelles supplémentaires ... elles doivent néanmoins souvent endurer des circonstances brutales alors qu'elles tentent d'exercer un certain degré d'autonomie ».
L'histoire d'Anyanwu constitue un apport  important à la littérature des femmes car elle démointre comment les femmes de couleur ont survécu à la fois à l'oppression sexuelle et raciale. Comme l'explique Elyce Rae Helford, « en situant son roman dans une Afrique et une Amérique réalistes du passé, [Octavia E. Butler] montre à ses lecteurs la force, les luttes et la survie des femmes noires à travers les années d'esclavage de l'histoire des États-Unis ».
Comme beaucoup de personnages féminins afro-américains forts d'Octavia E. Butler, Anyanwu est mise en conflit avec un personnage masculin, Doro, qui est tout aussi puissant qu'elle. Butler utilise ce procédé pour montrer à quel point les hommes et les femmes performent différemment leur pouvoir et leurs valeurs. Selon J. Andrew Deman, la voie d'Anyanwu étant la voie de la guérisseuse plutôt que de la  tueuse elle n'a pas besoin de violence pour prouver son pouvoir. Comme le déclare Gant-Britton, le véritable pouvoir d'Anyanwu est montré à plusieurs reprises au cours du roman mais il est définitivement affirmé lorsqu'elle menace de se suicider si Doro n'arrête pas de l'exploiter pour créer de nouvelles espèces, ce quisoumet Doro « à sa volonté au nom de l'amour », ne serait-ce que pour un instant.

### Mauvaise Grainecomme récit féministe alternatif
Publié en 1980, Mauvaise Graine s'éloigne du récit typique de l'utopie future de la deuxième vague féministe qui avait dominé la science-fiction féministe des années 1960 et 1970. Comme le soutient L. Timmel Duchamp, les romans Mauvaise Graine et Liens de sang ont fourni une alternative au « récit bourgeois blanc, fondé sur la notion d'individualisme souverain » que les écrivaines féministes avaient utilisé comme prototype pour leurs histoires de libération. En ne suivant pas la lutte du « tout ou rien » de la fiction occidentale, Mauvaise Graine représente mieux les compromis complexes et douloureux que les femmes doivent accepter pour vivre dans une société patriarcale et oppressive.

### Anyanwu comme représentation de l'identité cyborg

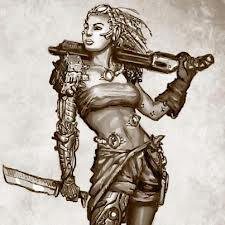
Concept artististique d'une cyborg

Les études académiques considèrent le personnage d'Anyanwu comme une représentation fictive de l'identité cyborg de Donna Haraway telle que définie dans son essai de 1985 A Cyborg Manifesto. Plus précisément, Anyanwu incarne les « réalités sociales et corporelles vécues de Haraway dans lesquelles les gens n'ont pas peur de leur parenté commune avec les animaux et les machines, pas peur des identités partielles permanentes et des points de vue contradictoires » alors que ses capacités de métamorphose rivalisent avec le génie génétique de Doro,. L'hybridité d'Anyanwu, sa capacité à représenter plusieurs identités simultanées, lui permet de survivre, d'avoir de l'agency et de rester fidèle à elle-même et à son histoire dans le cadre d'une oppression systémique violente.
Selon Stacy Alaimo, Octavia E. Butler utilise Anyanwu de façon incarnée non seulement pour contrer la subjectivité cartésienne de Doro, mais également pour transgresser la dichotomie entre esprit et corps, car Anyanwu est capable de « lire » d'autres corps avec le sien. À ce titre, elle illustre le concept de « connaissance située » de Donna Haraway, dans lequel le sujet  ne s'éloigne pas de l'objet et propose donc une manière alternative d'appréhender le monde. Le corps d'Anyanwu est un « espace liminal » qui brouille les divisions traditionnelles du monde entre « nature » et « culture ».
Pour Gerry Canavan, le plaisir et la joie évidents d'Anyanwu à « cannibaliser l'Autre dans le Soi » (en particulier les animaux et les dauphins) nous présente une alternative au cycle de violence et de désir de pouvoir opérés par les Patternists surhumains (et par extension une alternative à l'histoire humaine des dominations). C'est une communion avec l'altérité qui permet une expansion de la conscience plutôt que la simple répétition de schémas de domination.

### Afrocentrisme / Afrofuturisme
Au moment de sa publication, Mauvaise Graine est considéré comme un roman révolutionnaire, car aucun autre point de vue africain - ni protagoniste africain - n'existait dans le genre de la science-fiction. Le roman est minimaliste dans son contexte ouest-africain, mais parvient néanmoins à transmettre la philosophie et la culture Onitsha à travers son héroïne Igbo. En particulier, Mauvaise Graine met en scène des réseaux de solidarité similaires aux réseaux de parenté africains.
En sus de son point de vue afrocentrique, Mauvaise Graine est également classé comme un texte afrofuturiste. Selon Elcye Rae Helford, le roman fait partie du projet plus vaste d'Octavia E. Butler visant à « dépeindre la survie de la culture afro-américaine à travers l'histoire et dans le futur ». En effet, en tant qu'histoire originelle de la série Patternist, qui suit les exploits d'une race de surhumains noirs génétiquement mutés qui règnent sur la Terre au XXVIIe siècle, Mauvaise Graine propose une alternative à l'histoire humaine dirigée par la suprématie blanche.

### Esclavage du Nouveau Monde
Mauvaise Graine présente et critique l'histoire de l'esclavage des plantations aux États-Unis. Les scènes du roman dépeignent la capture et la vente d'esclaves Africains, le comportement des marchands d'esclaves européens, le passage du Milieu et la vie des plantations dans les Amériques. Doro ressemble aussi à un maître esclavagiste car son programme de reproduction forcée vise à générer des individus exceptionnels au prix de la dégradation de l'humanité de ses participants.
La relation entre les deux personnages principaux du roman, Anyanwu et Doro, aborde également des aspects de la traite des esclaves. Anyanwu est forcée de quitter son domicile et transportée aux Amériques pour élever sa progéniture par Doro. Doro symbolise ainsi le contrôle exercé sur le lieu et la sexualité dans la traite des esclaves et Anyanwu symbolise les populations indigènes colonisées et dominées. Les conflits d'Anyanwu et Doro illustrent également les conséquences émotionnelles et psychologiques de l'esclavage et les possibilités offertes aux esclaves pour résister et survivre.

### Animalité
Dans Mauvaise Graine, Octavia E. Butler dépeint la distinction entre l'animal et l'humain comme fluide. Anywanwu possède la capacité magique de se transformer en n'importe quel animal, après avoir goûté sa chair. Son entrée dans le monde animal offre une échappatoire à la violence et à la domination implicites dans les relations sociales et sexuelles humaines. Par exemple, après avoir adopté la forme d'un dauphin, la narratrice observe : « Elle se souvenait avoir été victime d'intimidation en tant qu'animal femelle, poursuivie par des mâles persistants, mais ce n'est que dans sa véritable forme de femme qu'elle pouvait se souvenir d'avoir été gravement blessée par des mâles. --Hommes. . . Nager avec [les dauphins], c'était comme être avec un autre peuple. Un peuple sympathique. Pas d'esclavagistes avec des marques et des chaînes ici. Pas de Doro avec ses menaces douces et terribles envers ses enfants, envers elle. ».
« Au début, il les avait poursuivis exactement pour la même raison que les loups s'en prennent aux lapins. Au début, il les avait élevés exactement pour la même raison qui poussent les gens à élever des lapins. . . Il construisait un peuple qui pouvait mourir, mais ne savait pas quels ennemis pouvaient constituer la solitude et l'ennui. ».

### Postcolonialisme et néocolonialisme
Une caractéristique du néocolonialisme est que les puissances coloniales continuent d'exploiter les ressources de leur homologue colonisé pour des intérêts économiques ou politiques. Mauvaise Graine présente le néocolonialisme dans la relation entre Doro et Anyanwu et la relation entre Doro et ses descendants. Doro utilise les enfants d'Anyanwu afin de continuer à exploiter ses capacités surnaturelles. Il note que « ses enfants la tiendraient même si son mari ne le faisait pas  ».

### Mythologie sous-jacente
Les chercheurs ont noté que Mauvaise Graine revisite une variété de mythes. Alors que la plupart voient la création d'une nouvelle race par Doro et Anyanwu comme une révision afrocentrique de l'histoire judéo-chrétienne de la Genèse Elizabeth A. Lynn et Andrew Schapper se concentrent sur les connotations prométhéennes du roman, Lynn le comparant à Frankenstein de Mary Shelley. Enfin, John R. Pfeiffer voit dans « l'appétit vorace... d'existence » de Doro une référence au mythe de Faust et aux légendes vampiriques.

## Contexte
Dans une interview avec Larry McCaffery et Jim McMenanin, Octavia E. Butler indique que l'écriture de Mauvaise Graine l'avait aidé à retrouver le moral après l'écriture du roman Liens de sang qui dépeint les rapports esclavagistes de façon pessimiste et dystopique. Elle souhaite alors écrire un roman sur les e Igbo (or Ibo) du Nigéria après avoir lu les travaux du romancier Chinua Achebe. Mauvaise Graine a demandé pas mal de travaux de recherches car Octavia E. Butler pensait que les Igbo avaient leur propre langue et a découvert par la suite que ce peuple communiquait en utilisant cinq dialectes différents.
Parmi les sources consultées par Octavia E. Butler pour le contexte africain de son roman figuraient The Ibo Word List, The King in Every Man de Richard N. Henderson et Old Wives Tales d'Iris Andreski. Une mention dans le livre de Henderson de la légende Onitsha-Ado (en) d'Atagbusi, qui était censée être capable de se transformer en grands animaux, est devenue la base du personnage d'Anyanwu. Comme Octavia E. Butler l'a dit à McCaffery et McMenanin, « Atagbusi était une métamorphe qui avait passé toute sa vie à aider son peuple, et quand elle est morte, une porte du marché lui a été dédiée et est devenue plus tard un symbole de protection. Je me suis dit : « La description de cette femme est parfaite – qui a dit qu'elle devait mourir ? »
Dans une interview avec Rosalie G. Harrison, Octavia E. Butler a indiqué que l'idée de faire d'Anyanwu une guérisseuse lui était venu après avoir vu un ami mourir d'un cancer.
Le personnage de Doro, a révélé Octavia E. Butler dans une interview ultérieure avec Randall Kenan, est né de ses propres fantasmes d'adolescente qui étaient de  « vivre éternellement et élever des gens ». Elle découvrit après avoir débuté le roman que le nom de Doro en nubien signifiait « la direction d'où vient le soleil » ce qui fonctionnait bien avec le nom Igbo de son héroïne, Anyanwu, qui signifie « le soleil ».
Sandra Y. Govan, spécialiste d'Octavia E. Butler, indique que le choix par l'écrivaine d'un décor et de personnages africains authentiques est une innovation sans précédent dans le monde de la science-fiction. Elle trace les origines ouest-africaines de Butler pour Mauvaise Graine jusqu'à Tout s'effondre de Chinua Achebe et 2000 Seasons d'Aye Armah, analysant comment le roman utilise les réseaux de parenté ouest-africains pour contrer le déplacement des Africains pendant le Passage du Milieu et leur dispersion une fois arrivés dans le Nouveau Monde.

## Réception
Mauvaise Graine a reçu de nombreuses critiques positives, en particulier pour son style, Elizabeth A. Lynn 'Washington Post louant l'écriture d'Octavia E. Butler comme « simple et sûre, et même dans les moments de grande tension, elle ne perd jamais le contrôle de son rythme ou de son sens de l'esprit de l'histoire ». Dans son enquête sur l'œuvre de Butler, le critique Burton Raffel (en) cite Mauvaise Graine comme un exemple du talent d'Octavia E. Butler, qualifiant la prose du livre de « cadence précise et tendue », « puissante parce qu'elle est ciblée » et « superbement efficace parce qu'elle est dans chaque détail fidèle à la vie du personnage ». Dans son livre de 2001 How to Write Science Fiction and Fantasy, le célèbre écrivain de science-fiction Orson Scott Card a utilisé des passages des premiers paragraphes de Mauvaise Graine pour illustrer les principes d'une bonne écriture de fiction (par exemple, comment nommer correctement les personnages, comment garder le lecterat intrigué) ainsi que d'une bonne écriture spéculative (comment l'attente, l'implication et le littéralisme peuvent travailler ensemble pour produire des réalités fantastiques qui sont néanmoins crédibles).
Plusieurs critiques ont également loué l'expertise d'Octavia E. Butler pour confondre fantaisie et réalisme, Tom Easton (en) d'Analog déclarant que « l'histoire de Butler, pour tout ce qu'elle est de la fiction, sonne vrai comme seuls les meilleurs romans le peuvent ». Notant que « l'histoire elle-même est étrangement fascinante et bien ficelée » Michael Bishop a souligné que la plus grande réussite d'Octavia E. Butler a été sa création de deux personnages immortels qui sont néanmoins tout à fait crédibles en tant qu'humains, faisant de Mauvaise Graine « l'une des histoires d'amour les plus étranges que vous soyez". jamais susceptible de lire ». Lynn a également fait remarquer que « l'utilisation [de Butler] de l'histoire comme toile de fond des luttes de ses protagonistes immortels fournit une texture de réalisme qu'un avenir imaginé, aussi plausible soit-il, aurait du mal à atteindre ». John Pfeiffer l'a appelé « probablement le meilleur roman de Butler ... une combinaison de la fable brillante de Butler et de l'histoire réelle » et a décrit Doro et Anyanwu comme à la fois « épique et authentique, suscitant la crainte, l'admiration ou la sympathie du lecteur ».

## Adaptation télé
En avril 2019, l'écrivaine nigérienne-américaine Nnedi Okorafor annonce co-écrire le scénario d'une adaptation télévisée de Mauvaise Graine avec le cinéaste kényan Wanuri Kahiu pour Amazon Prime Video, avec une production de Viola Davis et Julius Tennon,.